# Габарайн, Хосе
Хосе Габарайн (исп. José Gabarain, годы жизни неизвестны) — уругвайский шахматист, шахматный арбитр, организатор и функционер.
Чемпион Уругвая 1927 г. (турнир проводился впервые; участвовали 20 шахматистов).
Участник международного турнира в Монтевидео (1925 г.).
Участник чемпионата Южной Америки 1928 г. (Мар-дель-Плата). Набрал 7 очков из 16 и разделил 10—11 места.
Вице-президент Шахматной федерации Уругвая в 1958—1962 гг.
Организатор и главный судья первых международных турниров в Пирьяполисе. Первым в Уругвае использовал швейцарскую систему.